# David Thewlis
David Thewlis (født David Wheeler, 20. marts 1963 i Blackpool, Lancashire) er en engelsk skuespiller.

## Karriere
Thewlis studerede ved Guildhall School of Drama i London. Hans første store filmrolle var som den gale gatefilosof "Johnny" i Naked (1993), en film han fik flere priser for. Det samme år havde han også en stor rolle på TV som det seksuelle rovdyr "James Jackson" i Prime Suspect 3.
Op gennem 1990'erne optrådte Thewlis i mange forskellige film, for det meste fantasy-film og historiske dramaer. Han er dog mest kendt for sin rolle som "Remus Lupus" i Harry Potter og Fangen fra Azkaban.

## Privatliv
I 1992 giftede Thewlis sig med regissør Sara Sugarman, men allerede i 1993 blev de skilt. Han boede sammen med skuespillerinden Anna Friel, og sammen fik de datteren Gracie den 9. juli 2005. [kilde mangler]

## Filmografi

### Film
| År   | Titel                             | Rolle                     | Noter                                           |
| ---- | --------------------------------- | ------------------------- | ----------------------------------------------- |
| 1989 | Resurrected                       |                           |                                                 |
| 1990 | Vroom                             |                           |                                                 |
| 1990 | Life Is Sweet                     | Nicola's elsker           |                                                 |
| 1993 | Naked                             | Johnny Fletcher           |                                                 |
| 1994 | Black Beauty                      | Jerry Baker               |                                                 |
| 1995 | Total Eclipse                     | Paul Verlaine             |                                                 |
| 1995 | Restoration                       | John Pearce               |                                                 |
| 1996 | James and the Giant Peach         | Earthworm (stemme)        |                                                 |
| 1996 | The Island of Dr. Moreau          | Douglas                   |                                                 |
| 1996 | Dragonheart                       | Einon                     |                                                 |
| 1997 | Syv år i Tibet                    | Peter Aufschnaiter        |                                                 |
| 1997 | American Perfekt                  | Santini                   |                                                 |
| 1998 | Divorcing Jack                    | Dan Starkey               |                                                 |
| 1998 | Den store Lebowski                | Knox Harrington           |                                                 |
| 1998 | Besieged                          | Jason Kinsky              |                                                 |
| 1999 | Whatever Happened to Harold Smith | Nesbit                    |                                                 |
| 2000 | I miraklernes tid                 | Judas Iscariot (stemme)   |                                                 |
| 2000 | Gangster No. 1                    | Freddie Mays              |                                                 |
| 2000 | Endgame                           | Clov                      |                                                 |
| 2001 | Goodbye Charlie Bright            | Charlies far              |                                                 |
| 2002 | Dinotopia                         | Cyrus Crabb               |                                                 |
| 2003 | Timeline                          | Robbert Donninger         |                                                 |
| 2004 | Harry Potter og fange fra Azkaban | Professor Remus J. Lupin  |                                                 |
| 2005 | Kingdom of Heaven                 | Hospitaller               |                                                 |
| 2006 | Basic Instinct 2                  | Roy Washburn              |                                                 |
| 2007 | Harry Potter og Fønixordenen      | Remus J. Lupin            | orig. Harry Potter and the Order of the Phoenix |
| 2009 | Drengen i den stribede pyjamas    | Kommandant Ralf           | orig. The Boy in the Striped Pyjamas            |
| 2010 | Harry Potter og Halvblodsprinsen  | Remus J. Lupin            | orig. Harry Potter and The Halfbloodprince      |
| 2014 | Teorien om alting                 | Dennis W. Sciama          |                                                 |
| 2017 | Wonder Woman                      | Sir Patrick Morgan / Ares |                                                 |